# Shadwell Basin
Shadwell Basin – dawny basen portowy zlokalizowany we wschodnim Londynie, na terenie osiedla Wapping w dzielnicy Tower Hamlets (Docklands). Otaczają go ulice: The Highway, Garnet, Benson, Milk Yard i Glamis.

## Hydrologia
Powierzchnia basenu wynosi 0,02 km², głębokość maksymalna około 9 metrów, a średnia około 6,7 metra.

## Historia

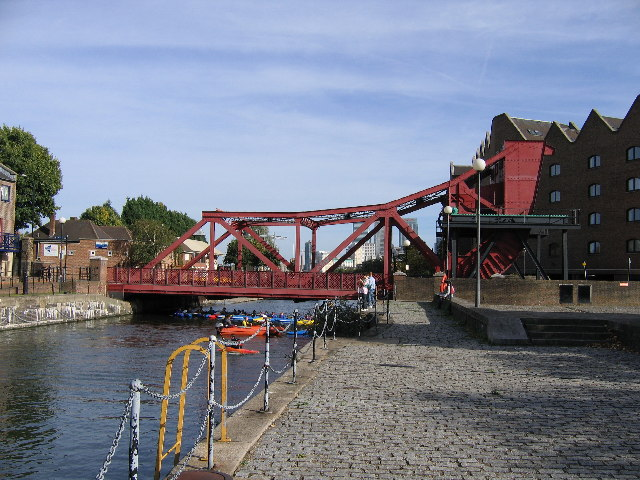
Most nad kanałem łączącym Shadwell Basin z Tamizą

Był jednym z grupy basenów w obrębie doków londyńskich i stanowił wschodni kraniec tego kompleksu (inne to m.in. nieistniejące już Western Dock i Wapping Basin i zachowany St. Katharine Docks). Od wschodu przylegał doń targ rybny Shadwell (obecnie King Edward Memorial Park). Western Docks zostały otwarte w 1805 i specjalizowały się w przeładunku win, brandy, tytoniu i ryżu. System rozwijał się w ciągu następnych kilku dziesięcioleci i rozszerzał na wschód, a Shadwell Basin i wschodnie wejście z Tamizy było wschodnim zakończeniem kompleksu doków Wapping & Limehouse.
Teren, na którym zbudowano Shadwell Basin, był pierwotnie siedzibą przedsiębiorstwa Shadwell Waterworks Company, które rozpoczęło działalność w 1669, aby zapewnić zaopatrzenie w wodę na wschód od Tower of London. Wkrótce po otwarciu Western Docks, Shadwell Waterworks Company została zakupiona przez London Dock Company. Doki londyńskie zamknięto w 1969. W ciągu następnych dziesięcioleci większość z nich została zasypana. Shadwell Basin jest główną ich częścią, która dochowała się do obecnych czasów.
Przy basenie znajdował się Prospect of Whitby, który według podań może być najstarszym londyńskim pubem nad rzeką, pochodzącym z około 1520. Pierwotnie pub nosił nazwę The Pelican, a aleja i schody prowadzące do rzeki znajdowały się z boku pubu (nadal noszą one nazwę Schody Pelikana). Pub był również nazywany Diabelską Tawerną ze względu na swoją reputację (na schodach mieli się gromadzić przemytnicy i złodzieje). Nazwa została zmieniona na Prospect of Whitby pod koniec XVIII lub na początku XIX wieku.
W czasie II wojny światowej i krótko po niej w wodach basenu cumowały okręty podwodne, m.in. HMS „Otway” i „Osiris”. W 1951, z okazji 50-lecia Submarine Service, publiczności udostępniono tu HMS „Aurigę” i HMS „Acheron”.
Z Tamizą basen połączony jest jednym kanałem, choć pierwotnie były to dwa kanały – pozostałością drugiego jest zatoka na południowym wschodzie, tworząca cypel Brussels Wharf. Od zachodu z Shadwell Basin wybiega ślepy kanał łączący się z Hermitage Basin, nie mającym połączenia z Tamizą.
Na terenie basenu możliwe jest uprawianie sportów wodnych: kajakarstwa, żeglarstwa i wioślarstwa. Można tu też wędkować, a w wodzie występują m.in. karpie.

## Otoczenie
Nad brzegami basenu zlokalizowane są: kościół św. Pawła (St Paul’s Church Shadwell), skwer Shadwell Basin Terrace oraz dawna stacja pomp Wapping Hydraulic Power Station.

## Galeria

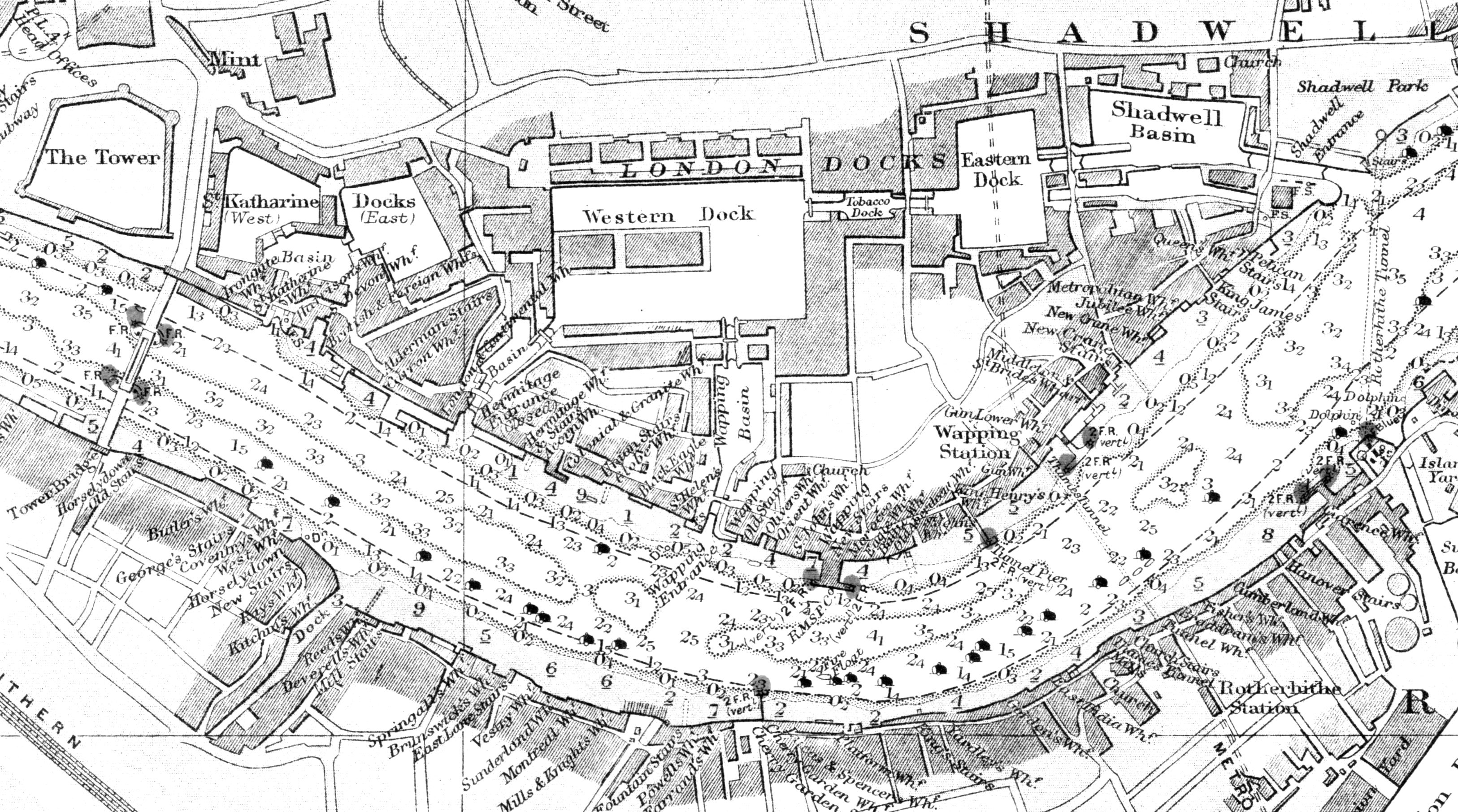
Shadwell Basin na mapie z 1903
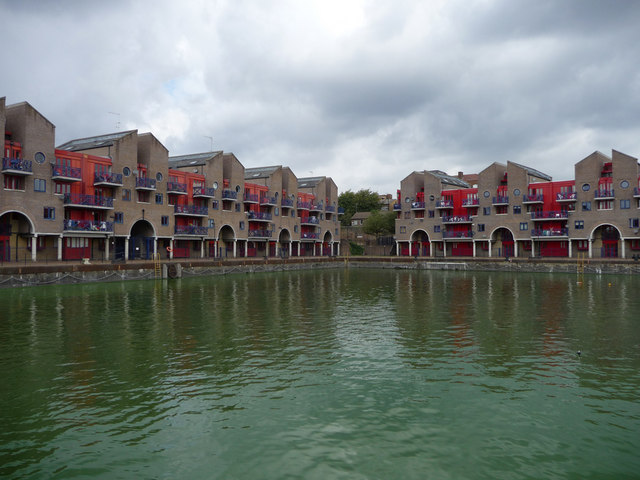
Zabudowa szeregowa na nabrzeżu
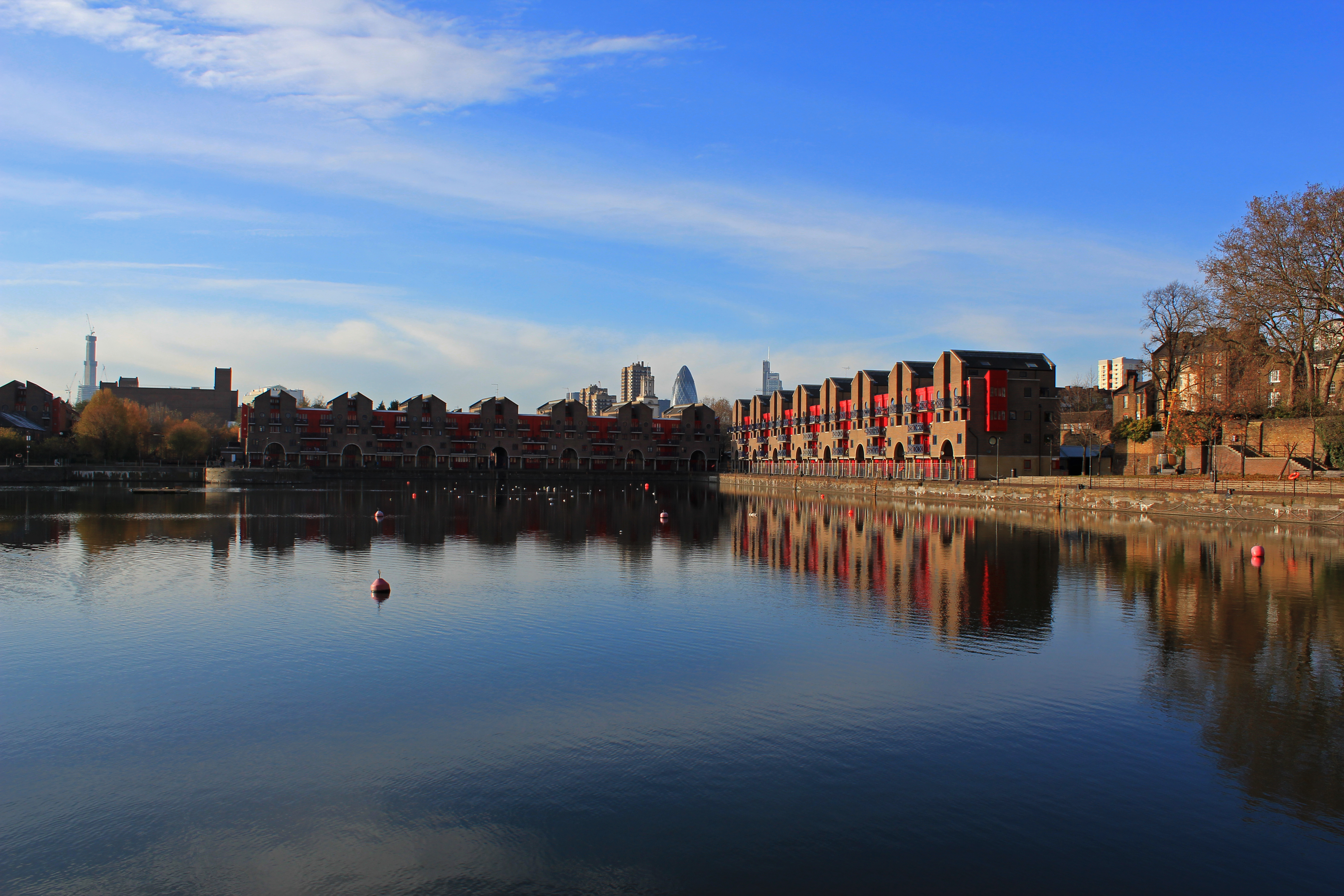
Widok w kierunku centrum Londynu